# I kto to mówi?
I kto to mówi? – program rozrywkowy emitowany na TVP2, w którym zaproszeni goście (aktorzy i kabareciarze) improwizują scenki na zadany temat. W zabawie ważną rolę odgrywa także publiczność, która razem z prowadzącym, Piotrem Bałtroczykiem, wybiera tematy scenek, a nawet bierze w nich udział.
Wybrani przez gospodarza programu uczestnicy biorą udział w grach, takich jak: Niespodziewany gość, 2+1, Piosenka z dedykacją, Alfabet czy Dubbing. Po każdej grze prowadzący przyznaje uczestnikom punkty, które jednak nie mają znaczenia dla wyłonienia zwycięzcy, gdyż ten zostaje wybrany uznaniowo przez prowadzącego. Ostatnia gra zarezerwowana jest dla „zwycięzców” i gospodarza programu.
W programie występowali: Tomasz Sapryk, Hanna Śleszyńska, Antoni Królikowski, Aldona Jankowska, Michał Meyer, Rafał Rutkowski, Wojciech Tremiszewski, Ewa Błachnio i Szymon Jachimek. Przy fortepianie grał Wojciech Kaleta.